# Смартизм
Смарти́зм (или сма́рта-сампрада́я, тради́ция сма́рты) — одно из основных направлений индуизма. Смартизм является реформированной древней брахманской традицией. Ведущей философской системой смартизма является адвайта-веданта, разработанная философом Шанкарой.
Смартизм исповедуют всего 10% индуистов.

## Особенности
Наиболее уважаемые из религиозных текстов в традиции смартизма — смрити. Именно от смрити смартизм получил своё название. Шанкара попытался примирить различные традиции последователей Вед, очистив эти традиции от имевшихся в них парадоксов и противоречий. Он утверждал, что любому из различных индуистских богов можно поклоняться, согласно предписаниям, данным в смрити. Он доказал, что поклонение различным божествам не противоречат Ведам, так как все божества — различные проявления Брахмана. Его философия была принята многими, поскольку он преуспел в убеждении брахманов своего времени в том что его толкование наиболее близко к изначальному смыслу заложенному в Ведах. Брахман рассматривается Шанкарой как ниргуна (не персонализированный Абсолют) и как сагуна (личностная форма Брахмана, такого каким его видит для себя каждый конкретный человек). Таким образом, с точки зрения традиции смартизма, Абсолют может обладать атрибутами (сагуна) и является объектом поклонения в любой из своих форм, которую индивидуум вообразит себе в уме.

### Адвайта-веданта
Адвайта является наиболее известной из всех школ веданты и основной философской школой смартизма. Адвайта в буквальном переводе означает «недвойственность». Её основоположником принято считать Шанкару (788—820), который продолжил философскую линию некоторых учителей Упанишад, в частности, линию своего парама-гуру Гаудапады. Анализируя три стадии опыта, он установил единственную реальность Брахмана, в которой индивидуальная душа и Брахман едины и неотличимы. Личностный аспект Бога, Ишвара, выступает как манифестация Брахмана для материального ума индивида, ещё находящегося под влиянием иллюзорной потенции, называемой авидья.

### Различия с другими индуистскими традициями
Смартисты полагают, что человек свободен в выборе специфического аспекта Бога для поклонения. В отличие от них, вишнуиты считают, что поклонения достоин лишь Вишну и его аватары, а иные боги являются его подчинёнными. Соответственно вишнуиты, например, полагают, что только через поклонение Вишну и его аватарам человек может достичь мокши. Точно так же шиваиты разделяют подобные верования относительно Шивы. Многие шиваиты полагают, что Шакти поклоняются для достижения Шивы, для других же Шакти безличный Абсолют. В шактизме акцент сделан на женское начало, через которое понимается непроявленный мужчина, Шива.
Смартисты, как и многие шиваиты, полагают, что Сурья — один из аспектов Бога. Однако шиваиты, например, отличаются от смартистов тем, что они расценивают Сурью как аспект Шивы. Например, в богословии шиваитов солнце является одной из восьми форм Шивы, Аштамурти. Ганеша и Сканда для большинства шиваитов также являются аспектами Шакти и Шивы, соответственно.

## Практики смартизма

### Распорядок дня
Смартисты считают практику дхармы более важной, чем поклонение. Это — отличительная особенность дхармических религий. Методы включают главным образом яджны. Распорядок дня включает выполнение таких практик, как:
- Снана (купание);
- Джапа;
- Пуджа;
- Асана;
- Агнихотра.

Последние две названных яджны выполняются только в некоторых домах в современной Индии.

### Объекты поклонения
Большинство смартистов поклоняется по крайней мере одному из следующих богов: Шива, Вишну, Деви (например, Лакшми, Сарасвати, Дурга, Кали), Ганеша, Сурья, и/или Сканда.
Шанкара может быть назван основателем современной практики смартизма. Он соответственно почитается в смартизме как гуру. Ачарья рекомендовал смартистам следовать практике Панчаятана-пуджи. Эта пуджа включает поклонение первым пяти выше упомянутым божествам. В этой форме вероисповедания даже семейное божество может почитаться как верховная личность бога. Остальные боги должны быть расположены подле них и им также(по желанию последователя) может оказываться почтение
Есть различные своды правил для каждой стадии жизни человека. Стадиями жизни, предписанными в Ведах, являются брахмачарья, грихастха, ванапрастха и санньяса. Эти четыре стадии обычно продолжаются одна за другой, в зависимости от возраста, зрелости, умственного развития и квалификации. У каждой стадии есть свой собственный свод правил, которому обязаны следовать все находящиеся на данной стадии.